# Is This Love
Is This Love ist ein Lied von Whitesnake aus dem Jahr 1987, das von David Coverdale und John Sykes geschrieben wurde. Es erschien auf dem Album 1987.

## Geschichte
Ursprünglich war das Lied für Tina Turner vorgesehen, doch aufgrund der emotionalen Wirkung behielt Coverdale den Song für seine Band Whitesnake. Die Veröffentlichung als Single fand im Mai 1987 statt.
Die Powerballade erzählt aus der Perspektive des Lyrischen Ichs davon, dass der Protagonist sich verliebt hat, aber den Emotionen noch etwas skeptisch gegenübersteht.

## Musikvideo
In der Handlung des Musikvideos spielen Whitesnake das Lied auf einer Bühne. Zudem ist David Coverdale mit Tawny Kitaen zu sehen.

## Rezeption

### Chartplatzierungen
| ChartsChartplatzierungen       | Höchstplatzierung | Wochen |
| ------------------------------ | ----------------- | ------ |
| Vereinigte Staaten (Billboard) | 2 (19 Wo.)        | 19     |
| Vereinigtes Königreich (OCC)   | 9 (15 Wo.)        | 15     |

| ChartsJahrescharts (1988)      | Platzierung |
| ------------------------------ | ----------- |
| Vereinigte Staaten (Billboard) | 17          |

### Auszeichnungen für Musikverkäufe
| Land/Region                  | Auszeichnungen für Musikverkäufe (Land/Region, Auszeichnung, Verkäufe) | Verkäufe |
| ---------------------------- | ---------------------------------------------------------------------- | -------- |
| Spanien (Promusicae)         | Gold                                                                   | 30.000   |
| Vereinigtes Königreich (BPI) | Silber                                                                 | 200.000  |
| Insgesamt                    | 1× Silber · 1× Gold ·                                                  | 230.000  |

## Coverversionen
- 1993: Elkie Brooks
- 2004: John Sykes
- 2006: Thomas Anders